# Anne Day-Helveg
Anne Day-Helveg (* 12. November 1898 in Wien; † 14. September 1975) war eine österreichische Tänzerin, Tanzlehrerin und Romanschriftstellerin. Einer ihrer Romane war Liane, das Mädchen aus dem Urwald. Er wurde 1956 verfilmt und spielt eine nicht unbedeutende Rolle in der deutschen Filmgeschichte. Day-Helvegs jüngerer Bruder war der Philosoph Karl Raimund Popper.

## Kindheit
Anne Day-Helveg wurde in Wien als Anna ('Annie') Lydia Popper geboren. Ihre jüdischen Eltern, der angesehene Rechtsanwalt Simon Siegmund C. Popper (1856–1932) und seine Ehefrau Jenny Popper (geborene Schiff, 1864–1936), konvertierten zwei Jahre nach Annas Geburt zum Luthertum. So wurde auch sie Protestantin. Sie wuchs auf mit ihrer älteren Schwester Dora (1893–1930) und ihrem jüngeren Bruder Karl (1902–1994).

## Lebensstationen
Day-Helveg war dreimal verheiratet, zweimal in Wien. Sie hat mehrmals ihren Namen gewechselt, dreimal durch Heirat (Gruner, Helveg, Lothringer) und mehrmals durch verschiedene Pseudonyme, unter denen sie schrieb. In Wien war sie als Tänzerin und Tanzlehrerin unter dem Namen Annie Helveg bekannt. Später, als Romanautorin in Frankreich und in der Schweiz lebend, nannte sie sich Anne Day, Anne Day-Helveg oder Anne Day-Lothringer. Dadurch gingen ihre Spuren in der Geschichte fast verloren.
Kurz nach dem Tod ihrer Mutter floh sie vor den Nazis, ohne Geld und Ausweis, von Österreich nach Frankreich. 1941 wurde sie als staatenlose Anna Gruner-Helveg in Genf als Flüchtling aufgenommen. Karl Popper, ihr damals noch kaum berühmter Bruder, unterstützte sie während des Krieges über das Rote Kreuz mit Geldbeträgen, obgleich es ihm in Neuseeland selber sehr schlecht ging. Durch Heirat mit dem Schweizer Schriftsteller Fred Lothringer wurde Anne Schweizer Bürgerin. Fred und Anne lebten zusammen in Ascona. Sie versuchten beide, ihren Lebensunterhalt als Schriftsteller zu verdienen. Aber ihr Einkommen blieb spärlich, und oft musste Bruder 'Karli', der nun immer berühmter werdende Karl Popper, Geld zuschießen. Anne Day-Helveg ist 1975 in Ascona gestorben.
Annes einziger größerer und schnell vorübergehender Erfolg war die Verfilmung eines ihrer Manuskripte im Jahr 1956: Liane, das Mädchen aus dem Urwald. Sie verhalf dem nachfolgenden, gleichnamigen Buch von 1958 zu einigem Absatz. Der Film handelt von einem weiblichen Tarzan und war hervorragend besetzt mit Marion Michael, Hardy Krüger, Irène Galter, und Reggie Nalder. Die junge Schönheit Marion Michael trat busenfrei auf, und das war damals eine absolute Sensation. Schon bald nach der ersten Aufführung traten Jugendschutz-Organisationen wie FSK in Aktion. Das Alter, für das der Film freigegeben wurde, schwankte. Zuerst durften ihn Besucher „ab 10 Jahre“ sehen (1956), dann 1957 „ab 16“, 1974 „ab 6“ und 1990 „ab 12“. Dem Film schadete das nicht; es regte sogar zu einer Fortsetzung an: Liane, die weiße Sklavin nach Day-Helvegs Roman Liane zwischen den Welten.

## Werke
- Anne Day, Jacqueline oder Schuhe mit hohen Absätzen, Strasbourg-Schiltheim: Editions Du Rhin 1948.
- Anne Day-Helveg, Liane, das Mädchen aus dem Urwald, Bayreuth: Heros 1956.
- Anne Day-Helveg, Liane zwischen den Welten, Bayreuth: Heros 1958.
- Anne Day, Liebe brennt wie Feuer, Köln: Marken 1965.
- Anne Day, Getrennt und doch vereint, Juwelen-Roman Nr. 879, Rastatt (Baden): Pabel 1967.
- Anne Day, Fünf gläserne Särge, München: Lenz 1974.